# 夏尔·傅立叶
夏尔·傅立叶（法語：Charles Fourier；1772年4月7日—1837年10月10日）是法国著名哲学家、经济学家、空想社会主义者，于1837年发明“女性主義”一词。
傅立叶出身于商人家庭。他批评当时资本主义社会的一些丑恶现象，希望建立一种以法朗斯泰尔为基层组织的社会主义社会，在这里个人利益和集体利益是一致的。他认为脑力劳动和体力劳动、农村和城市的差别完全可以消除，并且首次提出妇女解放的程度是人民是否彻底解放的衡量。他的政治思想被称为傅立叶主义。